# 泰兰河畔埃里库尔
泰蘭河畔埃里库尔（法語：Héricourt-sur-Thérain，法語發音：[eʁikuʁ syʁ teʁɛ̃]）是法国瓦兹省的一个市镇，属于博韦区。

## 地理
泰兰河畔埃里库尔（49°34'56"N, 1°45'38"E）面积4.35 平方千米，位于法国上法蘭西大區瓦兹省，该省份为法国北部内陆省份，北起索姆省，西接厄尔省和滨海塞纳省，南至塞纳-马恩省和瓦兹河谷省，东临埃纳省。
与泰兰河畔埃里库尔接壤的市镇（或旧市镇、城区）包括：康波、埃尔讷蒙布塔旺、丰特奈托尔西、圣桑松拉波特里、维莱韦尔蒙。

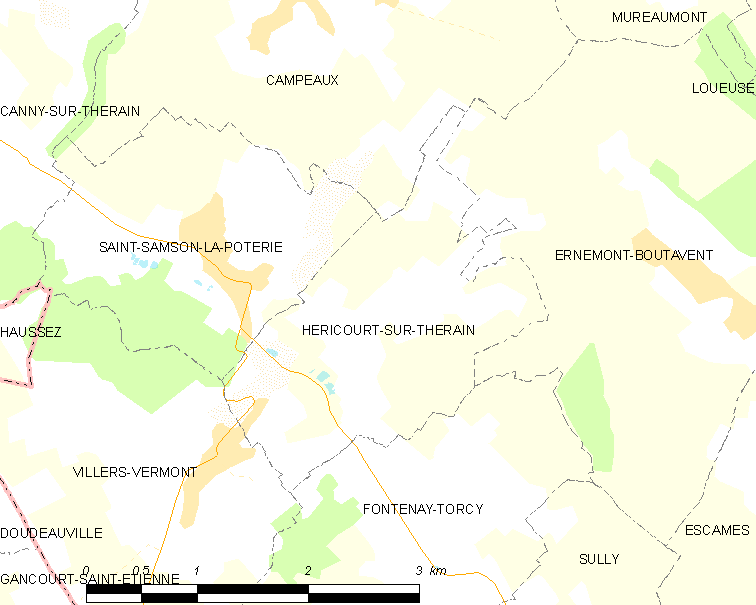
泰兰河畔埃里库尔的OSM定位图

泰兰河畔埃里库尔的时区为UTC+01:00、UTC+02:00（夏令时）。

## 行政
泰兰河畔埃里库尔的邮政编码为60380，INSEE市镇编码为60312。

## 政治
泰兰河畔埃里库尔所属的省级选区为格朗维利耶县。

## 人口

1962-2008年间泰兰河畔埃里库尔人口变化图示

泰兰河畔埃里库尔于2022年1月1日时的人口数量为108人。